# Wang Haogu
Wang Haogu (en chino tradicional, 王好古; pinyin, Wáng Hǎogǔ; 1200-1264), nombre de cortesía Haizang (en chino tradicional, 海藏; pinyin, Hǎizàng), fue un médico y escritor chino. Fue autor de un tratado sobre la locura y sus remedios, además de una materia medica que categorizaba de manera única las drogas de acuerdo con la teoría del wuxing (Cinco Fases).

## Carrera
Después de convertirse en jinshi (graduado de los más altos exámenes imperiales), Wang estudió medicina con Li Dongyuan. Wang era nativo de Zhaozhou, Hebei, mientras que Li residía en el cercano condado de Zhengding. Wang estuvo particularmente influenciado por la filosofía de Li de la medicación «flexible». Su Yinzheng lüeli (陰證略例) se basa en los escritos de Li y proporciona, por primera vez, una «terapia de reposición para un paciente loco». En el libro, que consta de doce volúmenes y relata algunas de sus experiencias como médico del ejército, Wang distingue entre la locura yang y la locura yin. Señala en el apéndice que tomó prestado un remedio «anti-fuego» del Shanghan lun o Tratado sobre lesiones por frío para tratar a una mujer que sufría de locura yang. Sin embargo, critica al Shanghan lun por pasar por alto la locura del yin y recomienda su propio remedio, que consiste en acónito y jengibre. Las fórmulas de Wang se convirtieron en las curas estándar para la locura en la China del siglo XV.
Wang rechazó las prácticas farmacológicas estándar que surgieron durante las dinastías Tang y Song. Su materia medica de tres volúmenes, titulada Tangye bencao (湯液本草) y compilado alrededor de 1246, fue un intento único de categorizar las drogas de acuerdo con la teoría de wuxing (Cinco Fases), en lugar de en términos de animales, minerales y plantas.
A Wang se le atribuye ser el primero en observar que purgar semillas de croton (Croton tiglium) o ba dou (巴豆), que ya eran ampliamente conocidos por ser un laxante, también tenían propiedades antidiarreicas. Más tarde en la dinastía Ming, el médico Li Shizhen también pudo tratar con éxito la diarrea con semillas de croton, después de leer los escritos de Wang.

### Citas
1. 1 2 3  Simonis, 2014, p. 628.
2. 1 2 3  Chace, 2022, p. 149.
3. 1 2 3  Bian, 2022, p. 31.
4. 1 2 3  Simonis, 2014, p. 629.
5. ↑  Buck, 2014, p. 235.
6. ↑  Buck, 2014, p. 237.
7. ↑  Goldschmidt, 2009, p. 198.
8. 1 2  Unschuld, 2021, p. 33.

### Obras citadas
- Bian, He (2022). Know Your Remedies: Pharmacy and Culture in Early Modern China. Princeton University Press. ISBN 9780691200132.
- Buck, Charles (2014). Acupuncture and Chinese Medicine: Roots of Modern Practice. Jessica Kingsley Publishers. ISBN 978-0-85701-133-6.
- Chace, Charles (2022). «Developments in Chinese medicine from the Song through the Qing».  En Lo, Vivienne; Stanley-Baker, Michael, eds. Routledge Handbook of Chinese Medicine. Routledge. pp. 146-160. ISBN 9780415830645.
- Goldschmidt, Asaf (2009). The Evolution of Chinese Medicine: Song Dynasty, 960–1200. Routledge. ISBN 9780203946435.
- Simonis, Fabian (2014). «Ghosts or Mucus? Medicine for Madness: New Doctrines, Therapies, and Rivalries».  En Lagerwey, John; Marsone, Pierre, eds. Modern Chinese Religion 1. Brill. pp. 603-640. ISBN 9789004271647.
- Unschuld, Paul U. (2021). Ben Cao Gang Mu 2. University of California Press. ISBN 9780520379893.

### Lectura adicional
- Zhang, Zhiguan; Wei, Yonghong; Yu, Kehui; Li, Yajun (2021). «On the Academic Value and Influence of Wang Hao-gu's 'Yinzheng Lueli'». Journal of Clinical and Scientific Research 5 (2): 89-92.

- Datos: Q45366909
- Multimedia: Wang Haogu / Q45366909